# Pachylepyrium
Pachylepyrium Singer – rodzaj grzybów z rodziny Tubariaceae.

## Systematyka
Pozycja w klasyfikacji według Index FungorumTubariaceae, Agaricales, Agaricomycetidae, Agaricomycetes, Agaricomycotina, Basidiomycota, Fungi.
Gatunki
- Pachylepyrium carbonicola (A.H. Sm.) Singer 1958
- Pachylepyrium chilense M.M. Moser 2000
- Pachylepyrium fulvidula (Singer) Singer 1958
- Pachylepyrium funariophilum (M.M. Moser) Singer 1965
- Pachylepyrium nubicola Singer, 1961
- Pachylepyrium squarrulosum Singer 1969
- Pachylepyrium wrightii Raithelh. 1983

Wykaz gatunków (nazwy naukowe) na podstawie Index Fungorum. Obejmuje on tylko gatunki zweryfikowane o potwierdzonym statusie. Oprócz tych wyżej wymienionych na liście Index Fungorum znajdują się gatunki niezweryfikowane.